# Courage C36

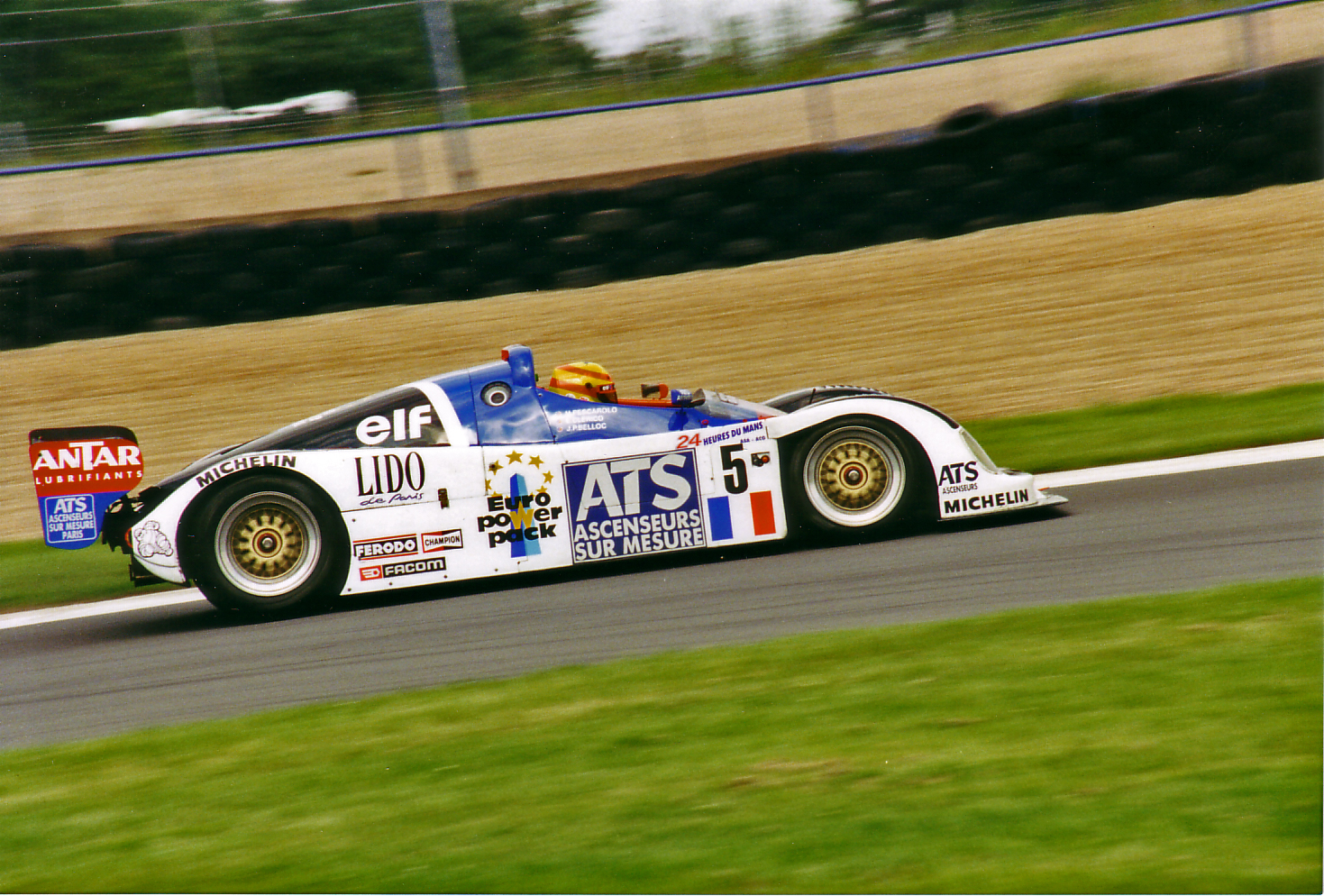
Courage C36

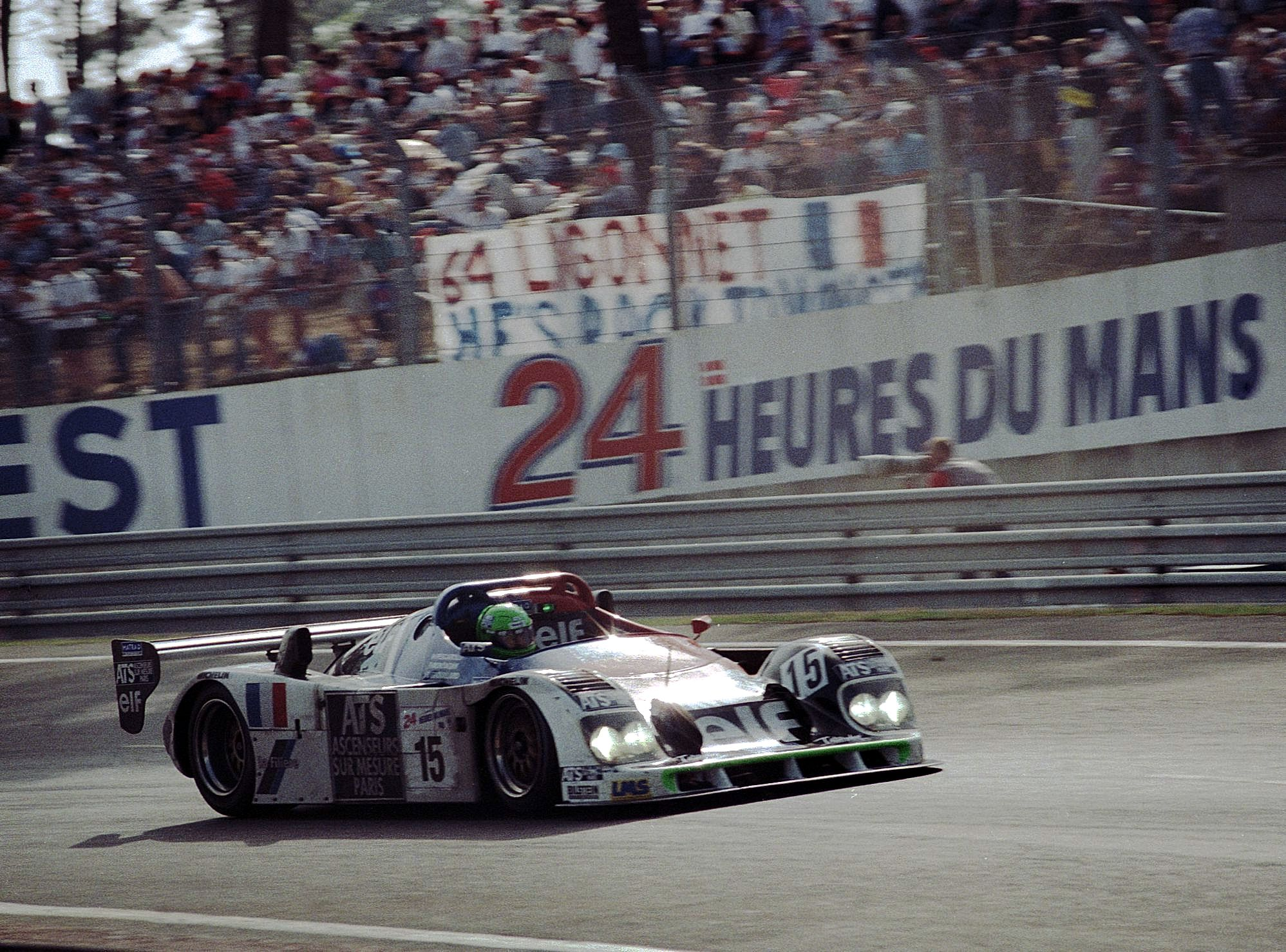
Henri Pescarolo im Courge C36 beim 24-Stunden-Rennen von Le Mans 1998

Der Courage C36 war ein Le-Mans-Prototyp, den das Team Courage Compétition von 1996 bis 1998 bei Sportwagenrennen einsetzte.

## Entwicklungsgeschichte
Der Courage C36 war die konsequente Weiterentwicklung des Courage C34, der 1995 erfolgreich beim 24-Stunden-Rennen von Le Mans eingesetzt wurde. Beim C36 begannen die Courage-Techniker die Fülle der bisher genutzten Porsche-Komponenten durch Eigenkonstruktionen zu ersetzen. Der C36 bekam ein neues Chassis und eine neue Karosserie, nur der 6-Zylinder-Porsche-Turbomotor war identisch mit dem des C34.

## Renngeschichte
Für das 24-Stunden-Rennen 1996 gab Courage einen C36 an die französische Rennmannschaft La Filière Elf ab und setzte selbst zwei Werkswagen ein. Der Filière-C36 erreichte nach 24 Stunden in der Besetzung Henri Pescarolo, Franck Lagorce und Emmanuel Collard den siebten Rang in der Gesamtwertung und den zweiten Platz in der Klasse der LMP-1-Fahrzeuge. Einer der beiden Werks-C36, in dem unter anderem Mario Andretti am Steuer saß, erreichte den 13. Gesamtrang und den dritten Platz in der LMP-1-Klasse.
1997 waren wieder drei C36 in Le Mans am Start, obwohl Courage mit dem C41 erneut ein neues Fahrzeug gebaut hatte. Wieder war der Filière-Wagen mit einem siebten Rang der am besten platzierte C36.
1998 lief nur mehr ein C36 an der Sarthe. Courage hatte die Verbindung mit Porsche beendet und den neuen Courage C52 mit einem Nissan-Motor ausgestattet. Der C36 kam bei seinem letzten Le-Mans-Auftritt über den 15. Gesamtrang nicht hinaus. 

## Statistik

### Ergebnisse beim 24-Stunden-Rennen von Le Mans
| Jahr | Veranstaltung | Nr. | Team                | Fahrer 1        | Fahrer 2             | Fahrer 3           | Ergebnis |
| ---- | ------------- | --- | ------------------- | --------------- | -------------------- | ------------------ | -------- |
| 1996 | Le Mans       | 3   | Courage Compétition | Didier Cottaz   | Philippe Alliot      | Jérôme Policand    | Unfall   |
| 1996 | Le Mans       | 4   | Courage Compétition | Mario Andretti  | Jan Lammers          | Derek Warwick      | 13       |
| 1996 | Le Mans       | 5   | La Filiáre Elf      | Henri Pescarolo | Franck Lagorce       | Emmanuel Collard   | 7.       |
| 1997 | Le Mans       | 9   | Courage Compétition | Mario Andretti  | Michael Andretti     | Olivier Grouillard | Unfall   |
| 1997 | Le Mans       | 10  | Courage Compétition | Fredrik Ekblom  | Jean-Louis Ricci     | Jean-Paul Libert   | 16.      |
| 1997 | Le Mans       | 8   | La Filiáre Elf      | Henri Pescarolo | Jean-Philippe Belloc | Emmanuel Clérico   | 7.       |
| 1998 | Le Mans       | 15  | Courage Compétition | Henri Pescarolo | Franck Montagny      | Olivier Grouillard | 15.      |